# Генералка 2

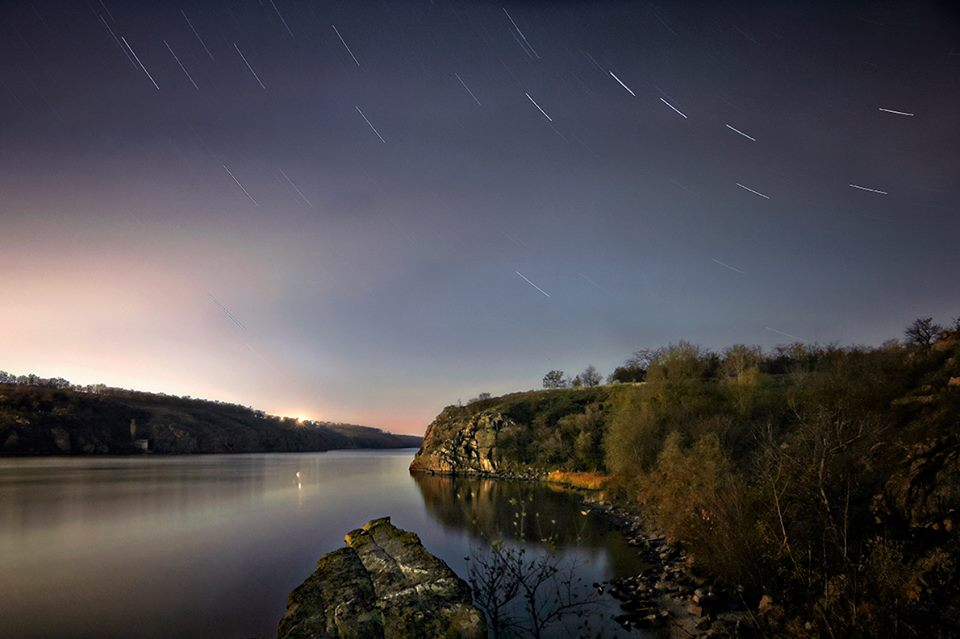
Фото місця розташування пам’ятки Генералка 2.

Генералка 2 — опорна пам’ятка археології ямної культури України. Комплекс розташовано у північній частині степової зони Нижнього Подніпров’я. Пам’ятка займає високе скелясте плато біля правого схилу балки Генералка на острові Хортиця (м. Запоріжжя). Культурні шари налічують декілька хронологічних груп, серед яких горизонт ямної культури (доба ранньої бронзи), ґрунтовий могильник часів середньої та пізньої бронзи, комплекси часів російсько-турецької війни 1735—1739 рр. та земляні укріплення часів Другої світової війни.

## Розкопки та дослідження

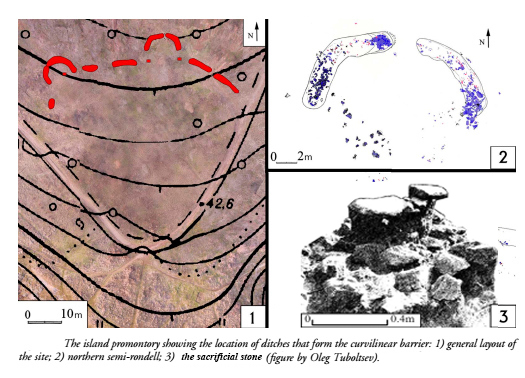
Розташування ровів огорожі палісадного типу: 1) загальний план пам'ятки Генералка 2; 2) креслення північного комплексу; 3) жертовний камінь (малюнок Олега Тубольцева) (Tuboltsev & Radchenko 2019).

Пам’ятку було відкрито у 1999 році. З того часу тривають її дослідження спільними зусиллями Громадської організації «Нова археологічна школа», Національного заповідника «Хортиця» та Запорізького обласного центру охорони культурної спадщини за підтримки Департаменту культури та туризму Запорізької міської ради.

## Досліджені об'єкти на пам'ятці

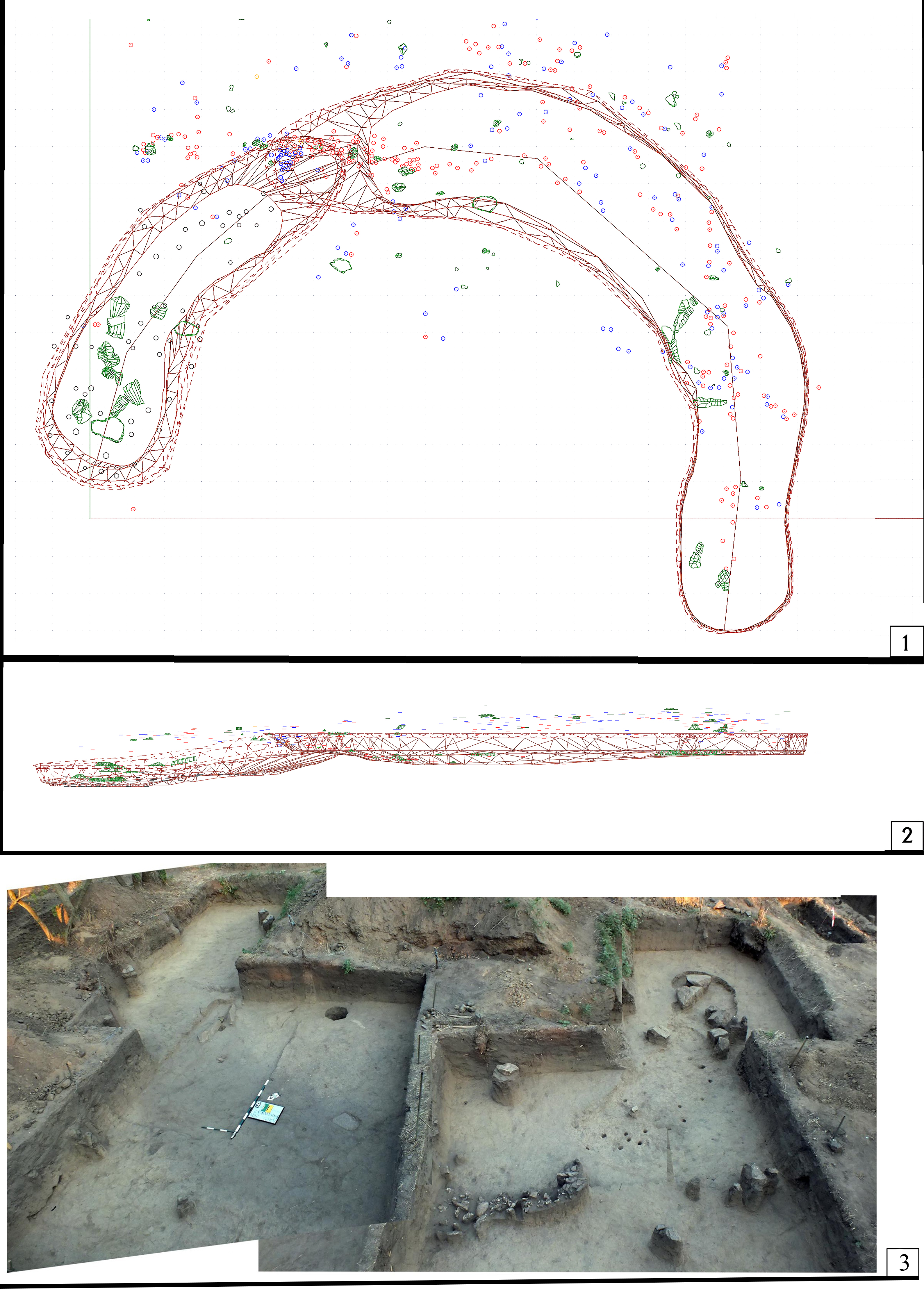
Північно-західна конструкція (Tuboltsev & Radchenko 2019).

Ямний культурний шар Генералки 2 містить першу зафіксовану знахідку залишків огорожі палісадного типу доби бронзи. Палісад споруджено у формі дуги між р. Дніпро та балкою Генералка так, що він відмежовує центральну частину пам’ятки від решти острова. За реконструкцією О.В. Тубольцева, огорожа складалась із декількох сегментів турлучних стінок та системи стовпів. Рови містили основу головного фундаменту палісаду. Закопані у землю стовпи та каркаси турлучних стін додатково закріплювались брилами та блоками з необробленого місцевого граніту, які розташовано на рівні давньої земної поверхні та на дні ровів. На півночі та північному заході розчищено дві дугові конструкції, створені з попарних симетричних ровів з довгими повернутими один до одного пандусами. Північна конструкція була частково заповненою камінням. Між пандусами споруд цієї конструкції знайдено яму з кістками черепа та кам’яний майданчик із фрагментом розколотого вівтаря та нижньою щелепою людини. За зовнішніми ознаками такі споруди мають аналогії серед окремих енеолітичних курганних поховань (Виноградне, курган 24; Вербки) та переривчастих ровиків навколо частини насипів ямної культури басейнів Дніпра, Молочної, Дону та Поволжя. 
Подібно до ровів великих фортифікаційних укріплень (Маяки, Усатове, Михайлівське поселення, рови Генералки 2 заповнено ґрунтом та іноді змішаним сміттям з поселення. Незначні розміри споруди роблять її схожою до малих огорож навколо енеолітичних поселень (Молюхів Бугор, Майданецьке, Homolka (Řivnáčská культура, Чехія), Crickley Hill (Великобританія), Perdigões (східна Португалія), Pozzelle (північна Італія). Крім того, різні палісади разом із великими ровами добре досліджено у ронделах неоенеолітичних культур Європи — Культури лінійно-стрічкової кераміки, Баальберзької культури (Baalberger Kultur), Культури лійчастих келихів, Бернбурзької культури (Bernburger Kultur) та Альтхаймськой группі культур (Altheimer Gruppe). Враховуючи знахідки жертовника та складний характер архітектурних елементів, автори дослідження вважають, що на першому етапі заселення територію могли використовувати для обрядів як огороджене святилище (англ. — causewayed enclosure). На другому етапі тут з’явився основний житловий комплекс із декількох різних каркасних незаглиблених приміщень з залишками знарядь, виробів із кераміки, каменю, господарські ями та скупчення з кальцинованих фрагментів кісток тварин.

## Датування пам'ятки

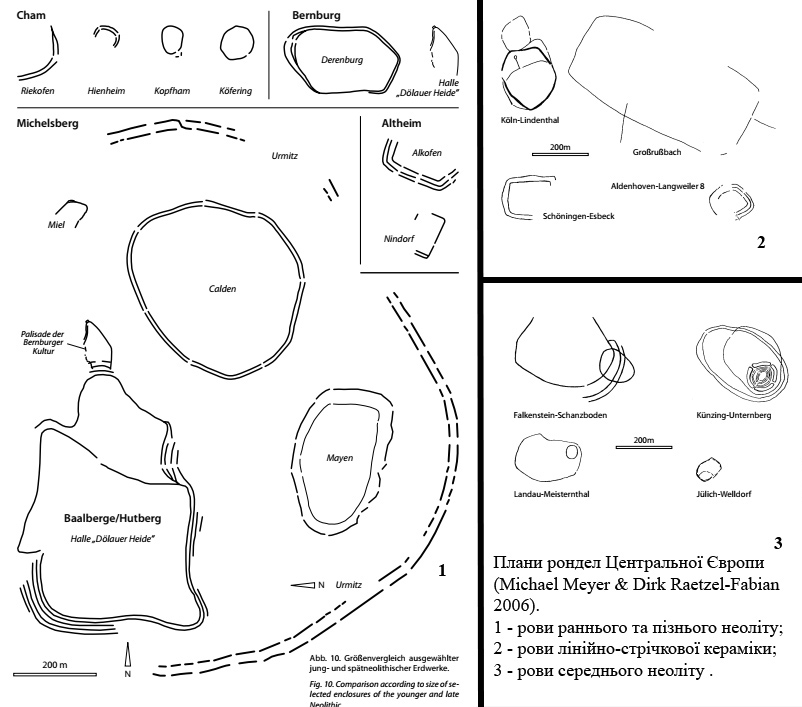
Плани рондел Центральної Європи (Michael Meyer & Dirk Raetzel-Fabian 2006)

Результати радіовуглецевого дослідження датують перший період існування пам’ятки інтервалом 3080—2850 calBC. Протягом другого періоду (2850—2500 calBC) місцеве населення також використовувало цю ділянку. На думку Е. Кайзер, складність визначення черговості спорудження ровів та житлового комплексу буде залишатися до масштабного датування всіх об’єктів окремо.

## Фауністичні рештки
За даними М. Хохмута, археозоологічний матеріал свідчить про перевагу серед решток домашніх тварин кісток великої рогатої худоби (78,4 %) та вівці / кози (15,3 %). Встановлено переважання кісток корови над биком, що вказує на вузькоспеціалізовану стратегію скотарства для отримання молока. 
Пілотний аналіз ізотопів стронцію частини зубів домашних тварин вказує на звуження ареалу пасовищ навколо острова Хортиця. М. Різенбергу вдалось визначити осінь як основний сезон забою худоби.

## Кераміка пам'ятки

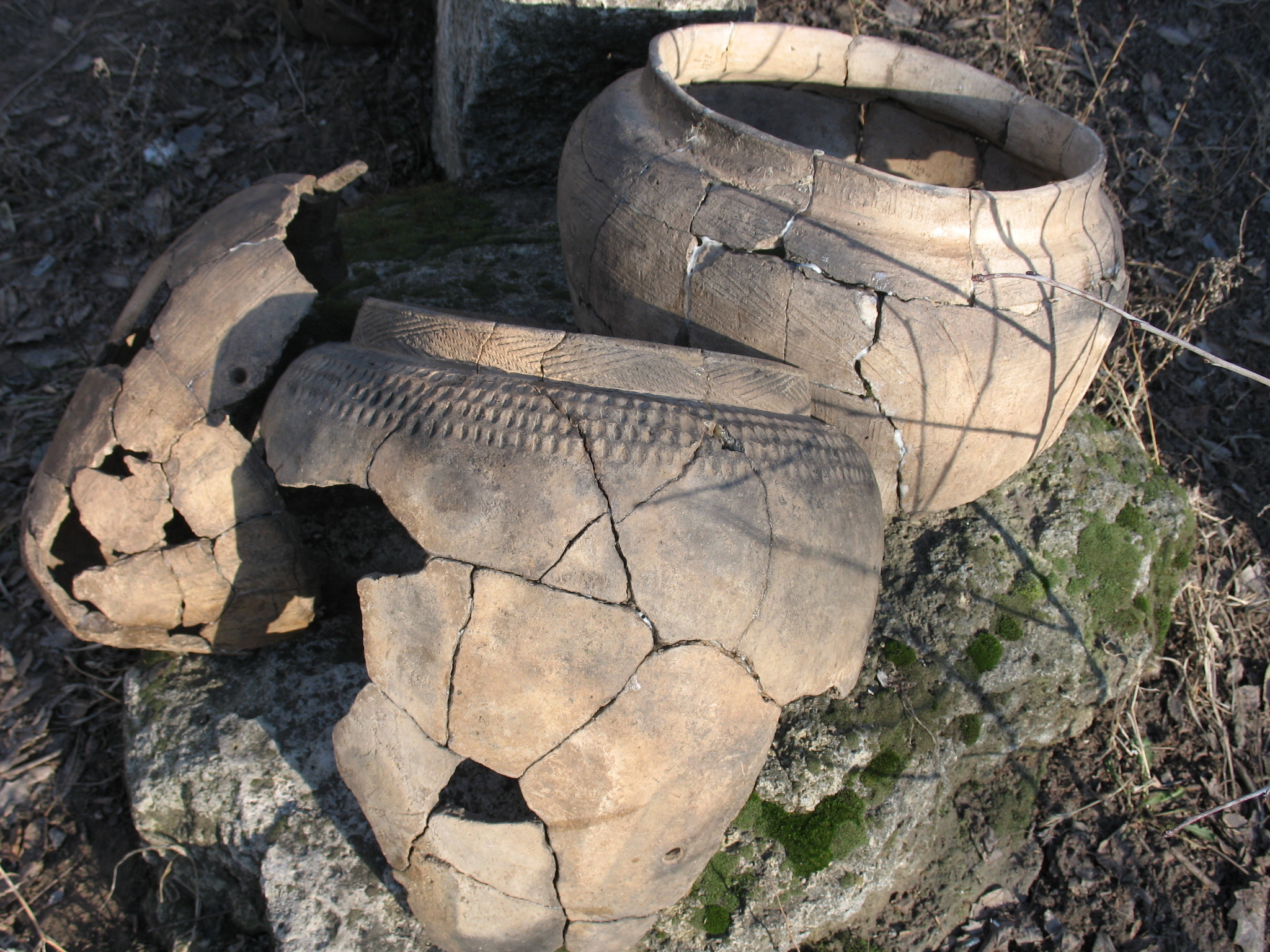
Фото керамічного посуду з шару ямної культури пам’ятки Генералка 2

Керамічний комплекс пам’ятки складається із типового посуду ямної культури та має аналогії у відповідних шарах острівних поселень Дурна Скеля, Скеля Каменоломня, Капулівка, Байда та верхньому горизонті Михайлівського поселення. Це горщики яйцеподібної форми з різним профілюванням денця та горла. Орнамент зроблено відтисками великого пальця та косо переплетеного шнура. Головні композиції складаються з рядів відтисків по плечиках та паркетного орнаменту по вінцях. Горщики для приготування їжі були різного об’єму: великі (18—19 л), середні (5,5—10 л) та малі (1,5—1,6 л). Дослідження залишків їжі на керамічних рештках виявили наявність на стінках горщиків ліпідів молока, конину та м’ясо жуйних тварин, які відповідають основному складу стада (велика та мала рогата худоба, свині).